# Oxidasa
Una oxidasa es una enzima que cataliza una reacción de oxidación/reducción empleando oxígeno molecular (O2) como aceptor de electrones. En estas reacciones el oxígeno se reduce a agua (H2O) o a peróxido de hidrógeno (H2O2). Las oxidasas son una subclase de las oxidorreductasas.

## Ejemplos
Un ejemplo importante es la citocromo C oxidasa, una enzima esencial que permite a los organismos emplear oxígeno en la generación de energía y que es el compuesto final de la cadena de transporte de electrones. Otros ejemplos son:
- glucosa oxidasa
- monoamina oxidasa
- citocromo P450 oxidasa
- NADPH oxidasa
- Xantina oxidasa
- L-gulonolactona oxidasa
- Lacasas
- lisil oxidasa

## Prueba de la oxidasa

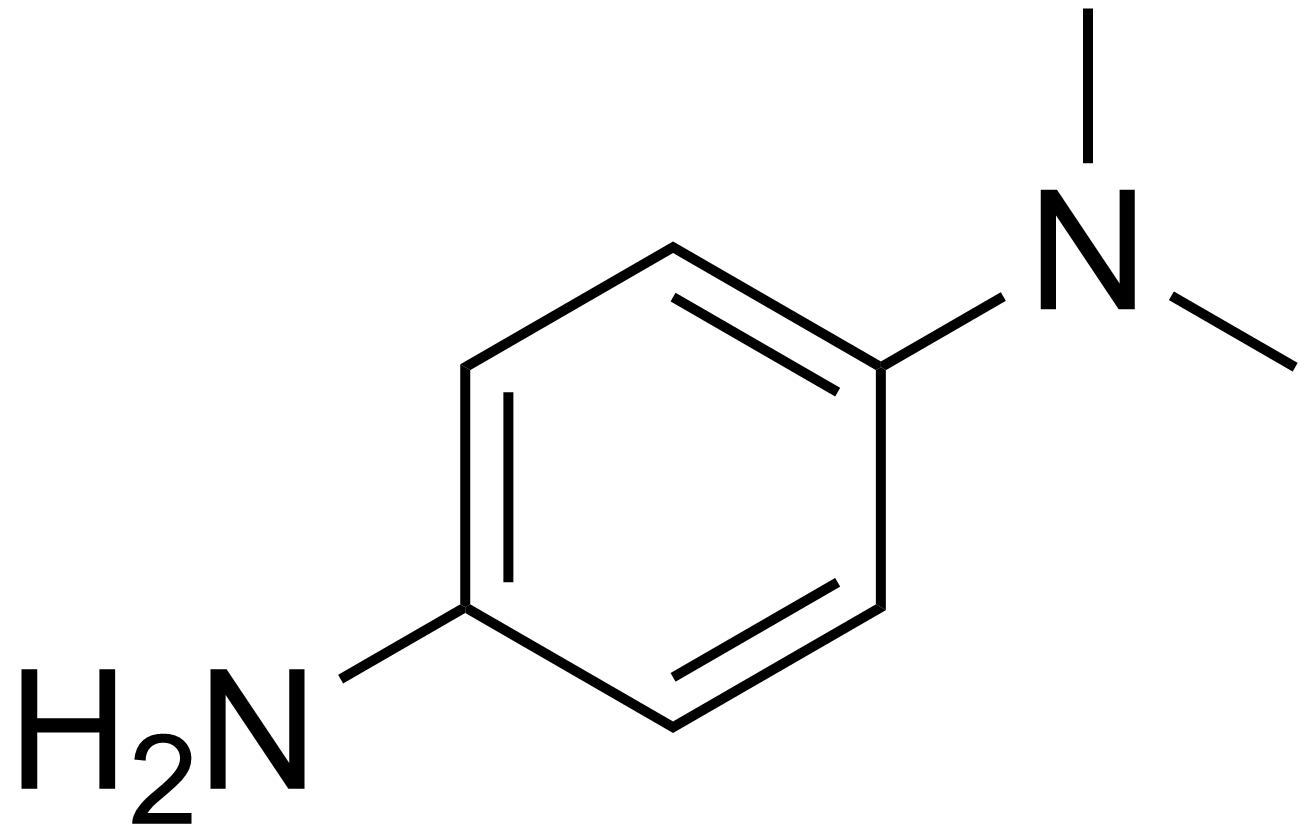
DMPD

TMPD

En microbiología la prueba de la oxidasa se utiliza como una característica fenotípica en la identificación de cepas bacterianas pues determina si la bacteria produce citocromo oxidasa (y por lo tanto utiliza oxígeno en la cadena de transporte de electrones). Las bacterias que deben utilizar oxígeno se denominan aerobias, y las que pueden utilizar oxígeno pero también otros compuestos se denominan anaerobias facultativas.
La prueba de la oxidasa se usa sobre todo para
- Identificar todas las especies de Neisseria (+)
- Diferenciar Pseudomonas de los miembros oxidasa negativos de las enterobacterias.

El reactivo de la oxidasa más recomendado es la solución acuosa al 1% de diclorhidrato de tetrametil-p-fenilendiamina. Es menos tóxico y mucho más sensible que el correspondiente compuesto dimetilo (reactivo de Gordon y McLeod), pero es más caro. Este reactivo tiñe las colonias oxidasa positivas de color lavanda que vira gradualmente a púrpura-negruzco intenso.
Realización de la prueba:
1. Método en placa directa

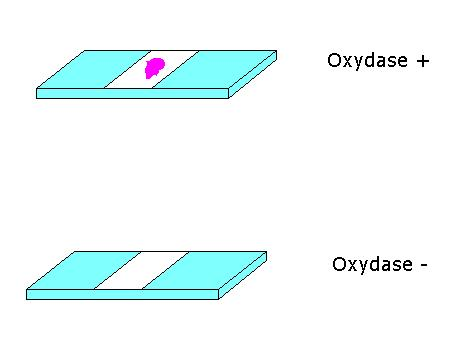
prueba de Oxidasa

- Agregar directamente 2-3 gotas de reactivo a algunas colonias. No inundar toda la placa y no invertirla.
- Observar los cambios de color. Con el reactivo de Kovacs la reacción se produce en unos 10-15 segundos, mientras que, con el de Gordon y McLeod, en un plazo 10-30 minutos.

2. Método indirecto sobre papel
- Colocar un trozo de papel de filtro de 3x3cm aproximadamente en una placa de Petri.
- Agregar 2-3 gotas del reactivo de Kovacs en el centro del papel.
- Extender con el asa de siembra una colonia sobre el papel impregnado.
- La reacción de color positiva se produce a los 5-10 segundos.